# Barão de Teixeira
Barão de Teixeira é um título nobiliárquico criado pelo Rei D. João VI de Portugal, por Decreto de 16 de Março de 1818 e Carta de data desconhecida, em favor de Henrique Teixeira de Sampaio, depois também 1.º Conde da Póvoa.
Titulares
1. Henrique Teixeira de Sampaio, 1.º Conde da Póvoa, 1.° Barão de Teixeira.

Após a Implantação da República Portuguesa, e com o fim do sistema nobiliárquico, usaram o título: 
1. D. Manuel de Sousa e Holstein Beck, 4.° Conde da Póvoa, 2.° Barão de Teixeira.
2. D. João Domingos de Sousa e Holstein, 3.° Barão de Teixeira.